# Csapodiné Gárdonyi Klára
Csapodiné Gárdonyi Klára (Budapest, 1911. január 1. – Budapest, 1993. december 4.) magyar irodalomtörténész, kodikológus. 

## Életpályája
Gárdonyi Albert (1874–1946) levéltáros és Weigl Mária Hermina (1880–1969) zongoratanár gyermekeként született. Iskoláit Budapesten végezte, itt is érettségizett 1919-ben a IV. kerületi Gizella Leánygimnáziumban, majd a grazi egyetemen folytatta tanulmányait 1928–1929 között. 1934-ben a Pázmány Péter Tudományegyetemen magyar–német szakos tanári oklevelet és 1935-ben bölcsészdoktori oklevelet szerzett, majd 1937-ben könyvtárosi tanfolyamot is végzett. 1973-ban az irodalomtudományok kandidátusa, 1990-ben doktora lett. 1935–1939 között a Magyar Nemzeti Múzeum Könyvtárának gyakornoka, 1939–1962 között az Országos Széchényi Könyvtár Kézirattárának tudományos főmunkatársa és 1962–1970 között a Kézirattár vezetője, 1968-tól a régi magyar vonatkozású kéziratok bejegyzett szakértője volt. 1964-ben a magyarországi Olasz Kulturális Intézet ösztöndíjasa lett Olaszországban, majd 1970-ben Bécsben és Salzburgban is magyar állami ösztöndíjas volt.

## Családja
Testvére Gárdonyi Zoltán (1906–1986) zeneszerző, zenetudós volt. 
1938. október 22-én férjhez ment Csapodi Csaba (1910–2004) irodalomtörténész, könyvtáros, kodikológushoz. Gyermekei: Csapodi Csaba (1940–) villamosmérnök, Csapodi Pál (1946–) mezőgazdasági mérnök, Csapodi Klára (1941–) könyvtáros, a berlini Staatsbibliothek finnugor referense és Csapodi Anna (1948–) közgazdász.

## Munkássága
Pályafutása elején a 19–20. századi írók, köztük Tompa Mihály, báró Kemény Zsigmond, Ady Endre kiadatlan kézirataival foglalkozott, később érdeklődése a kodikológia speciális kérdései, illetve a reneszánsz kori kéziratok felé fordult. Kezdeményezte a magyarországi kéziratok országos központi katalogizálását, a kézirat-publikációk bibliográfiájának gyűjtését és a külföldre került, magyar eredetű kódexek lelőhely szerinti katalogizálását. 
Jelentős eredményeket ért el magyar humanista könyvtárak, így Hunyadi Mátyás Corvina Könyvtára, és Janus Pannonius és Vitéz János könyvtárának kutatása terén. Férjével, Csapodi Csabával közösen állította össze és újabb kutatásai felhasználásával többször is kiadta a Corvina Könyvtárban található könyvek részletes könyvészeti leírását (a Bibliotheca Corviniana kötetei 5 nyelven összesen 14 kiadást éltek meg). Ugyancsak férjével közösen állította össze az 1526 előtt Magyarországon kiadott kódexek és nyomtatott könyvek minden addiginál részletesebb leírását. (Bibliotheca Hungarica, I–III.; 1989–1994) Megtalált több, addig ismeretlen Corvinát és Vitéz János-címeres kódexét is és be is szerezte  azokat az OSZK számára.
Munkásságáért 1970-ben az MTA Könyvtörténeti és Bibliográfiai Munkabizottsága tagjai sorába választotta, és ugyancsak ez évben a Munka Érdemrend bronzfokozatát is megkapta, majd 1976-ban Akadémiai Díjban részesült, 1993-ban pedig a Magyar Köztársasági Érdemrend tisztikeresztjét kapta meg.

## Főbb munkái
- Biedermeier a magyar költészetben. (Budapest, 1936)
- A biedermeier kor vallásossága. (Regnum, 1937)
- Ady Endre ifjúkori levele. (Irodalomtörténet, 1937)
- Farsangi játék a XVIII. századból. (Irodalomtörténet, 1942)
- Petőfi-vers ismeretlen változata. (Magyar Könyvszemle, 1955)
- Bartók Béla levelei Harsányi Kálmánhoz. (Irodalomtörténeti Közlemények, 1956)
- Corvinaként felismert kódex a Vatikán könyvtárában. – Mátyás király könyvtárának scriptorai. Négy képpel. (Magyar Könyvszemle, 1958)
- Széchenyi Júlia emlékkönyve a Széchényi Könyvtárban. (Soproni Szemle, 1958)
- A kéziratgyűjtemények új típusai. (Magyar Könyvszemle, 1960)
- A Corvina egy Petrarca–Dante kódexe a párizsi Bibliothéque Nationale-ban. – Egy újabb, ismeretlen Corvin-kódex feltűnése az amerikai könyvpiacon. (Magyar Könyvszemle, 1961)
- A Corvina scriptorai. (OSZK Évkönyv. 1959. Budapest, 1961)
- Magyar eredetű és magyar vonatkozású kódexek Amerikában. (Magyar Könyvszemle, 1965)
- Külföldre került corvinák lelőhely-megállapítása. (Magyar Könyvszemle, 1967)
- Magyar miniatúrák kis ABC-je (Budapest, 1970)
- A Corvina Könyvtár kodikológiai problémái.(Budapest, 1971)
- L’arte del libro veneziano e la Biblioteca del Re Mattia Corvino. (Magyar Könyvszemle, 1972)
- Ismeretlen korvina a Vatikáni Könyvtárban. Két képpel. (Magyar Könyvszemle, 1974)
- A XI–XV. századi kódexeink. Jelképes ábrázolások kódexekben. (Régi könyvek és kódexek. Budapest, 1974)
- Vitéz János könyvtára. (Janus Pannonius. Tanulmányok. Budapest, 1975)
- Újabb adalékok a Képes Krónika történetéhez. (OSZK Évkönyv. 1973. Budapest, 1976)
- Külföldre került magyarországi kódexek nyomában. Csapodi Csabával. (Irodalomtörténet, 1976)
- Bartholomaeus Fontius. Újabb adalékok magyarországi kapcsolataihoz és Poétikája. (Magyar Könyvszemle, 1977)
- The Bible of Andrew Anjou. (Acta Historiae Artium, 1977)
- Humanista kódexek nyomában. (Gyorsuló idő. Budapest, 1978)
- Die Bibliothek des Johannes Vitéz. (Akadémiai Kiadó, Budapest, 1984)